# Zdeněk Folprecht (fotbalista)
Zdeněk Folprecht (* 7. ledna 1991 Kladno) je fotbalový expert, autor dětské knížky a bývalý český profesionální fotbalista, který hrával na pozici středního záložníka. Je také bývalým českým mládežnickým reprezentantem.
Mimo ČR působil na klubové úrovni v Ázerbájdžánu.
V roce 2023 vydal vlastní knížku pro děti - Fotbalové pohádky Zdeňka Folprechta.

## Klubová kariéra
Svoji fotbalovou kariéru začal v Baníku Stochov, odkud v průběhu mládeže přestoupil do Sparty Praha.

### AC Sparta Praha
V červenci 2009 se začal připravovat s A-mužstvem Sparty. V nejvyšší soutěži debutoval pod trenérem Jozefem Chovancem 27. února 2010 v zápase proti 1. FK Příbram, kde nastoupil v základní sestavě a odehrál 86 minut. Utkání skončilo remízou 1:1. Díky tomu se stal jedním z hráčů, kteří vyhráli 1. českou fotbalovou ligu, neboť Sparta své ligové tažení v sezoně 2009/10 dotáhla do vítězného konce. Od roku 2010 působil na hostování v jiných klubech nebo hrál za rezervu.

#### FK Viktoria Žižkov (hostování)
Podzimní část ročníku 2010/11 strávil na hostování v mužstvu FK Viktoria Žižkov, kde ve 13 ligových zápasech vsítil celkem jeden gól.

#### FC Zbrojovka Brno (hostování)
V únoru 2011 odešel na další hostování do celku FC Zbrojovka Brno. Brno po sezóně sestoupilo do 2. ligy. Fotbalista za klub nastoupil k 6 zápasům, v nichž branku nedal.

#### FK Viktoria Žižkov (druhé hostování)
Před sezonou 2011/12 zamířil podruhé hostovat do Viktorie Žižkov. Za mužstvo tentokrát během půl roku odehrál 12 ligových střetnutí, ve kterých síť nerozvlnil.

#### FK Viktoria Žižkov (třetí hostování)
V červenci 2013 zamířil potřetí na hostování na Žižkov. Po roce bylo jeho hostování prodlouženo o rok. V ročníku 2014/15 se stal s 12 brankami nejlepším střelcem klubu. Během dvou let nastoupil k 51 utkáním.

### FC Slovan Liberec
V červnu 2015 Spartu definitivně opustil a se dohodl na přestupu do FC Slovan Liberec. S mužstvem podepsal tříletý kontrakt. Ve Slovanu ho vedl trenér mužstva Jindřich Trpišovský, který jej vedl v dorostu Sparty i ve Viktorii Žižkov.

#### Neftçi Bakı PFK (hostování)
V lednu 2017 odešel na půlroční hostování do ázerbájdžánského klubu Neftçi Bakı PFK. V červnu 2017 se vrátil z hostování zpět do Liberce.

## Reprezentační kariéra
Folprecht nastupoval za české reprezentační výběry od kategorie U16.